# Julius Wedell-Wedellsborg
 Der er flere personer med dette navn, se Julius Wedell.
Frederik Julius baron Wedell-Wedellsborg (14. februar 1814 i Odense – 14. februar 1901 i Hillerød) var en dansk forstmand.
Han var søn af general Joachim Wedell-Wedellsborg og Gregersine Olave Juel, blev uddannet forstkandidat og var fra april måned 1862 overførster på Vallø, hvor han efterfulgte sin afdøde farbroder, baron Ferdinand Wedell-Wedellsborg. Han fik senere samme stilling på Vemmetofte og blev udnævnt til hofjægermester. Fra 1851 til 1862 var han kongelig skovrider over Als og boede på Nygård i Nørreskoven på Als.
26. juni 1855 ægtede han på Holckenhavn Frederikke Caroline baronesse Holck (26. august 1835 på Holckenhavn – 22. juli 1891 i Hillerød), datter af lensbaron Conrad Frederik Erik Holck og Catharine Rudolphine Elisabeth Juel.
Han døde på sin fødselsdag i 1901. Baronens Høj er opkaldt efter ham.